# Lyn Collins
Lyn Collins, född 12 juni 1948 i Abilene, Texas, död 13 mars 2005 i Pasadena, Kalifornien, var en amerikansk soulsångerska som tillhörde James Browns grupp av musiker under 1970-talet.

## Biografi
Som många andra stora sångerskor från södra USA började Lyn Collins karriär i en gospelkör. 1962, bara fjorton år gammal, spelade hon in singeln Unlucky in Love med gruppen Charles Pikes. I slutet av 1960-talet såg hon James Brown uppträda och detta ska ha fått henne att skicka en demo till King Records. 1971 blev hon inbjuden av Brown att delta i en skivinspelning i Macon Georgia. Inspelningen resulterade i singlarna Wheels of Life och Just Won't Do Right. I slutet av 1971 när sångerskan Vicki Andersson slutade i Browns grupp fick hon en reguljär plats i truppen.
1972 skrev och släppte hon först singeln och sedan albumet Think (About It) producerad av James Brown tillsammans med Sammy Lowe och Dave Matthews och utgiven på Browns eget skivbolag People Records. Denna singel skulle bli hennes största och mest uppskattade låt genom hela hennes karriär. Under hela resten av 1970-talet reste hon konstant tillsammans med James Browns trupp och uppträdde över hela världen.
Under 1980- och 1990-talet jobbade hon som studiomusiker.
2005 turnerade hon för andra gången i Europa tillsammans med Martha High, en annan av James Browns sångerskor. Efter att avslutat första delen av turnén avled Lyn Collins i Pasadena i Kalifornien den 13 mars.
Hon brukar kallas den kvinnliga predikanten (The Female Preacher).

## Diskografi, i urval
- Charles Pikes: Unlucky in Love (singel) - 1962
- Think (About It) (album) - 1972
- Check Me Out If You Don't Know Me By Now (album) - 1974
- Lynn Collins: Shout (maxisingel) - 1980-tal

### Samlingsskivor etc
- James Brown's Funky People (samlingsalbum) -  1988
- James Brown's Funky People (Part 2) (samlingsalbum) -  1988
- James Brown's Original Funky Divas (samlingsalbum) - 1998
- Patra: Queen of the pack feat. Lyn Collins (maxisingel) - 1990-tal